# Sherlock Holmes (Comic)
Sherlock Holmes ist eine zwischen 1990 und 2002 erschienene frankobelgische Comicserie.

## Handlung
Der Meisterdetektiv Sherlock Holmes und sein Freund Dr. Watson klären geheimnisvolle Mordfälle auf.

## Hintergrund
André-Paul Duchâteau bearbeitete mehrere Sherlock-Holmes-Geschichten des britischen Schriftstellers Arthur Conan Doyle für eine Comicveröffentlichung. Die Zeichnungen stammten von Guy Clair, Stibane und Bruno Di Sano. Der Texter Jean-Pierre Croquet führte die Serie mit dem Zeichner Benoît Bonte fort. Die Alben erschienen direkt bei Lefrancq in Albenform und wurde später durch Soleil weitergeführt und teilweise wiederveröffentlicht. Feest gab zwei Alben in deutscher Sprache heraus.

## Albenausgaben
- 1990: La sangsue rouge[5][6] (46 Seiten)
- 1991: Le chien des Baskerville[7] (46 Seiten)
- 1993: La béquille d’aluminium[6] (46 Seiten)
- 1994: Jack l’éventreur[7] (46 Seiten)
- 1995: La bande mouchetée[7] (46 Seiten)
- 1995: Le rat géant du Sumatra[8] (44 Seiten)
- 1997: L’étoile sanglante[9] (44 Seiten)
- 1997: La vieille russe[6] (44 Seiten)
- 1998: Le signe des quatre[8] (44 Seiten)
- 2000: La folie du colonel Warburton[9] (44 Seiten)
- 2001: L’ombre de Menephta[9] (44 Seiten)
- 2001: Le secret de l’île d’Uffa[9] (44 Seiten)
- 2002: Le vampire de West-End[9] (44 Seiten)